# Gornje Orle
Gornje Orle este o localitate din comuna Sevnica, Slovenia, cu o populație de 45 de locuitori.